# Lijst van afleveringen van Scandal
Dit is een lijst van afleveringen van de Amerikaanse televisieserie Scandal. De serie telt zeven seizoenen.

## Overzicht
| Seizoen | Aantal afleveringen | Uitgezonden                     |  |
| ------- | ------------------- | ------------------------------- |  |
| 1       | 7                   | 5 april – 17 mei 2012           |  |
| 2       | 22                  | 27 september 2012 – 16 mei 2013 |  |
| 3       | 18                  | 3 oktober 2013 – 17 april 2014  |  |
| 4       | 22                  | 25 september 2014 – 14 mei 2015 |  |
| 5       | 21                  | 24 september 2015 – 12 mei 2016 |  |
| 6       | 16                  | 26 januari 2017 – 18 mei 2017   |  |
| 7       | 18                  | 5 oktober 2017 – mei 2018       |  |

## Seizoen 1 (2012)
| Nr. | Titel                 | Regisseur           | Schrijver(s)       | Uitzenddatum Verenigde Staten |  |
| --- | --------------------- | ------------------- | ------------------ | ----------------------------- |  |
| 1 (1-01) | Sweet Baby            | Paul McGuigan       | Shonda Rhimes      | 5 april 2012                  |  |
| Quinn Perkins gaat op een blind date, of dat denkt ze toch: ze krijgt een job aangeboden als nieuwste aanwinst voor het crisismanagementbureau van Olivia Pope. Olivia en Stephen houden zich ondertussen bezig met de ontvoering van de baby van een Russische ambassadeur. Cyrus neemt contact op met Olivia omdat Amanda Tanner beweert seks te hebben gehad met de Amerikaanse president. Olivia bedreigt de vrouw eerst, maar Quinn twijfelt eraan dat de vrouw liegt: de president gebruikt immers hetzelfde koosnaampje ('Sweet Baby') voor Olivia. Olivia neemt vervolgens Amanda in bescherming en gaat op zoek naar de waarheid. |                       |                     |                    |                               |  |
| 2 (1-02) | Dirty Little Secrets  | Roxann Dawson       | Heather Mitchell   | 12 april 2012                 |  |
| Olivia heeft een nieuwe cliënt: een bordeelhoudster met een groot aantal hooggeplaatste klanten in Washington. Abby is jaloers op Stephen. Amanda wil niets meer met Olivia te maken hebben. |                       |                     |                    |                               |  |
| 3 (1-03) | Hell Hath No Fury     | Allison Liddi-Brown | Matt Byrne         | 19 april 2012                 |  |
| Olivia en haar team moeten een man proberen vrij te pleiten die verdacht wordt van een verkrachting. Amanda eist een ontmoeting met de president. Fitz ontdekt dat Mellie weet heeft van zijn affaire met Olivia. Cyrus vindt een tape waarop de president seks heeft met Amanda. Amanda bekent dat ze zwanger is. |                       |                     |                    |                               |  |
| 4 (1-04) | Enemy of the State    | Michael Katleman    | Richard E. Robbins | 26 april 2012                 |  |
| Een Zuid-Amerikaanse dictator roept de hulp in van Olivia en haar team nu zijn vrouw en kinderen ontvoerd zijn. Amanda wordt ontvoerd. Cyrus en Olivia krijgen ruzie. |                       |                     |                    |                               |  |
| 5 (1-05) | Crash and Burn        | Steve Robin         | Mark Wilding       | 3 mei 2012                    |  |
| Iedereen gaat op zoek naar Amanda. Ondertussen stort een vliegtuig neer in Virginia en Olivia gaat op zoek naar het waarom hiervan. Fitz moet de hulp inroepen van Sally, zijne vicepresidente, om een wet door het parlement te loodsen. Huck ontdekt waar Amanda is en Fitz staat plots voor de deur van Olivia's appartement. |                       |                     |                    |                               |  |
| 6 (1-06) | The Trail             | Tom Verica          | Jenna Bans         | 10 mei 2012                   |  |
| Een reporter duikt in het verleden van Amanda. In een aantal flashbacks zien we hoe de strijd tussen Fitz en Sally verlopen is en hoe Olivia haar eigen bureau begonnen is. |                       |                     |                    |                               |  |
| 7 (1-07) | Grant: For the People | Roxann Dawson       | Shonda Rhimes      | 17 mei 2012                   |  |
| Het team helpt Quinn nu ze in een benarde situatie beland is. Cyrus roept de hulp in van Olivia (al is dat niet met volle overtuiging) nu Billy Chambers een schandaal in het Witte Huis in de openbaarheid brengt. |                       |                     |                    |                               |  |

## Seizoen 2 (2012-2013)
| Nr. | Titel                                    | Regisseur           | Schrijver(s)     | Uitzenddatum Verenigde Staten |  |
| --- | ---------------------------------------- | ------------------- | ---------------- | ----------------------------- |  |
| 8 (2-01) | White Hat's Off                          | Tom Verica          | Jenna Bans       | 27 september 2012             |  |
| Quinns ware identiteit wordt onthuld. Cyrus en Mellie brengen Fitz in moeilijkheden en een parlementslid roept de hulp in van Olivia en haar team |                                          |                     |                  |                               |  |
| 9 (2-02) | The Other Woman                          | Stephen Cragg       | Heather Mitchell | 04 oktober 2012               |  |
| Olivia moet de gevolgen van de uitspraak van de rechter proberen in goede banen te leiden. Abby verdenkt Olivia ervan niet helemaal eerlijk te zijn. Cyrus en Fitz komen in de problemen dankzij een buitenlandse missie. Fitz roept hiervoor de hulp in van Olivia, zonder dat Cyrus dit weet.                   |                                          |                     |                  |                               |  |
| 10 (2-03) | Hunting Season                           | Ron Underwood       | Matt Byrne       | 18 oktober 2012               |  |
| Quinn's collega's willen weten wat haar relatie is met Olivia. Een nieuw spionageschandaal komt in de media, en Olivia is geschokt te zien hoever het schandaal wel gaat. Cyrus moet Fitz proberen te kalmeren nu een oude vlam van Olivia ineens terugkeert.                                                     |                                          |                     |                  |                               |  |
| 11 (2-04) | Beltway Unbuckled                        | Mark Tinker         | Mark Fish        | 25 oktober 2012               |  |
| Olivia en haar partners gaan op zoek naar een verdwenen student. Ze ontdekken dat de vrouw als prostituee werkte en ze vinden haar vermoord terug. Abby en David zetten hun geheime relatie verder. David graaft ondertussen verder in het Cytron schandaal.                                                      |                                          |                     |                  |                               |  |
| 12 (2-05) | All Roads Lead to Fitz                   | Steve Robin         | Raamla Mohamed   | 08 november 2012              |  |
| De betrokkenen in het Cytron schandaal proberen David op het verkeerde spoor te zetten. Huck heeft een afspraakje met iemand van de AA. Cyrus is bezorgd nu zijn man James terug aan het werk gaat. Olivia ontdekt dat Abby en David een relatie hebben.                                                          |                                          |                     |                  |                               |  |
| 13 (2-06) | Spies Like Us                            | Bethany Rooney      | Chris Van Dusen  | 15 november 2012              |  |
| Cyrus en James krijgen zware ruzie. Olivia ontvangt een brief met daarin informatie over het verleden van Huck. Het team werkt ondertussen aan een zaak over een groep spionnen. |                                          |                     |                  |                               |  |
| 14 (2-07) | Defiance                                 | Tom Verica          | Peter Noah       | 29 november 2012              |  |
| Een zoon is bezorgd over zijn rijke (maar dementerende) vader en vraagt aan Olivia om hem te helpen. Cyrus en Mellie organiseren een verjaardagsfeest voor Fitz. Het team onderzoekt de zaak van de frauduleuze verkiezingscomputers. Fitz wordt neergeschoten.                                                   |                                          |                     |                  |                               |  |
| 15 (2-08) | Happy Birthday, Mr. President            | Oliver Bokelberg    | Shonda Rhimes    | 06 december 2012              |  |
| Fitz wordt naar het ziekenhuis gebracht. Een aantal flashbacks onthullen enkele zaken over het verleden van Olivia in het Witte Huis. Sally wordt beëdigd als waarnemend president. |                                          |                     |                  |                               |  |
| 16 (2-09) | Blown Away                               | Jessica Yu          | Mark Wilding     | 13 december 2012              |  |
| Sally roept de hulp in van Olivia. Cyrus ontdekt wat James allemaal aan het onderzoeken is. Huck voelt zich verraden door zijn vriendin. |                                          |                     |                  |                               |  |
| 17 (2-10) | One for the Dog                          | Steve Robin         | Heather Mitchell | 10 januari 2013               |  |
| Huck krijgt de schuld van de moordpoging op de president in de schoenen geschoven. Mellie begaat een kapitale fout die haar (en Fitz) de kop kan kosten. Ze roept de hulp in van Olivia. |                                          |                     |                  |                               |  |
| 18 (2-11) | A Criminal, a Whore, an Idiot and a Liar | Stephen Cragg       | Mark Fish        | 17 januari 2013               |  |
| Een aantal flashbacks vertellen meer over de frauduleuze kiescomputers en de rol van Defiance. Fitz wil scheiden van Mellie. Edison vraagt Olivia ten huwelijk. |                                          |                     |                  |                               |  |
| 19 (2-12) | Truth or Consequences                    | Jeannot Szwarc      | Peter Noah       | 31 januari 2013               |  |
| Olivia's team ontdekt dat Olivia heeft meegeholpen aan de verkiezingsvervalsing. Mellie wil Fitz spreken en neemt hiervoor enkele extreme maatregelen. David arresteert Hollis Doyle. We komen ook meer te weten over het verleden van Quinn (Lindsay) en Jesse.                                                  |                                          |                     |                  |                               |  |
| 20 (2-13) | Nobody Likes Babies                      | Tom Verica          | Mark Wilding     | 07 februari 2013              |  |
| David ontdekt de waarheid over de vervalste verkiezingsuitslag. Defiance gaat nu een trapje hoger om zichzelf in te dekken. Verna bekent aan Fitz dat zij de moordpoging om hem beraamd heeft, waarop Fitz haar vermoord. De relatie tussen Fitz en Olivia komt ondertussen op de helling te staan.               |                                          |                     |                  |                               |  |
| 21 (2-14) | Whiskey Tango Foxtrot                    | Mark Tinker         | Matt Byrne       | 14 februari 2013              |  |
| Tien maanden na het uitkomen van Defiance is Fitz nog altijd woest op Mellie, Cyrus, Hollis en Olivia. Ze proberen allemaal terug in zijn gratie te vallen, maar dat blijkt makkelijker gezegd dan gedaan. Olivia ontmoet Jake. David vervoegt het team van Olivia.                                               |                                          |                     |                  |                               |  |
| 22 (2-15) | Boom Goes The Dynamite                   | Randy Zisk          | Jenna Bans       | 21 februari 2013              |  |
| Olivia en haar team worden door Peter Caldwell (Eric Mabius) ingehuurd om voor hem een vrouw te zoeken. David probeert het verleden te laten rusten, maar dat blijkt niet zo simpel te zijn. Fitz weet niet wij hij kan vertrouwen. Jake probeert Olivia in te palmen, maar dat blijkt niet zo makkelijk te zijn. |                                          |                     |                  |                               |  |
| 23 (2-16) | Top of the Hour                          | Steve Robin         | Heather Mitchell | 21 maart 2013                 |  |
| Sarah Stanner (Lisa Edelstein) vraagt aan Olivia om haar te helpen nu ze in een schandaal verwikkeld is. Huck leert Quinn de kneepjes van het vak. In het Witte Huis proberen Cyrus en Mellie nog altijd Fitz voor zich te winnen.                                                                                |                                          |                     |                  |                               |  |
| 24 (2-17) | Snake in the Garden                      | Ron Underwood       | Raamla Mohamed   | 28 maart 2013                 |  |
| De dochter van Hollis Doyle wordt ontvoerd en roept hiervoor de hulp in van Olivia. Olivia en Jake groeien dichter naar elkaar toe. Mellie confronteert Fitz. |                                          |                     |                  |                               |  |
| 25 (2-18) | Molly, You in Danger, Girl               | Tom Verica          | Chris Van Dusen  | 04 april 2013                 |  |
| Olivia en haar team denken dat de ex-CIA baas toch niet de mol is die alle geheimen van het Witte Huis lekt. De relatie tussen Jake en Olivia bloeit open. Fitz en Mellie hebben ondertussen slaande ruzie. Jake ontdekt het verleden van Olivia met Fitz.                                                        |                                          |                     |                  |                               |  |
| 26 (2-19) | Seven Fifty-Two                          | Allison Liddi-Brown | Mark Fish        | 25 april 2013                 |  |
| Enkele duistere geheimen uit het verleden van Huck worden onthuld. Olivia en Fitz krijgen een hoogoplopende ruzie. Cyrus vertrouwt Jake niet en Mellie neemt een drastische beslissing. |                                          |                     |                  |                               |  |
| 27 (2-20) | A Woman Scorned                          | Tony Goldwyn        | Zahir McGhee     | 02 mei 2013                   |  |
| Het team doet verder onderzoek naar de mol in het Witte Huis en doet een schokkende ontdekking. Fitz wil dat Jake Olivia blijft bespioneren en Mellie spant Cyrus voor haar kar. |                                          |                     |                  |                               |  |
| 28 (2-21) | Any Questions?                           | Mark Tinker         | Matt Byrne       | 09 mei 2013                   |  |
| Cyrus staat centraal in een groot schandaal in het Witte Huis. Olivia wordt verraden door iemand die haar dierbaar is. Fitz kondigt aan dat hij een tweede termijn wil als president van de Verenigde Staten. |                                          |                     |                  |                               |  |
| 29 (2-22) | White Hat's Back On                      | Tom Verica          | Shonda Rhimes    | 16 mei 2013                   |  |
| De ware identiteit van de mol wordt onthuld. De spanning loopt hoog op en het leven van Olivia en haar team komt in gevaar. De affaire van Olivia en Fitz wordt onthuld en zorgt voor een nog groter schandaal in Washington.                                                                                     |                                          |                     |                  |                               |  |

## Seizoen 3 (2013-2014)
| Nr. | Titel                               | Regisseur           | Schrijver(s)                     | Uitzenddatum Verenigde Staten |  |
| --- | ----------------------------------- | ------------------- | -------------------------------- | ----------------------------- |  |
| 30 (3-01) | It's Handled                        | Tom Verica          | Shonda Rhimes                    | 3 oktober 2013                |  |
| Nu bekend is dat Olivia de minnares van de president is, moeten Olivia & Partners samenwerken met het Witte Huis om de zaak recht te trekken. Ondertussen gaat Rowan, Olivias vader, door met zijn opdracht en niets of niemand (ook Olivia niet) kan hem daarbij tegenhouden.                                                                                          |                                     |                     |                                  |                               |  |
| 31 (3-02) | Guess Who's Coming to Dinner        | Allison Liddi-Brown | Heather Mitchell                 | 10 oktober 2013               |  |
| Door een aantal flashbacks komen we meer te weten over de relatie tussen Olivia en haar vader. Olivia & Partners moeten nog altijd (samen met het Witte Huis) het schandaal dat ze veroorzaakt hebben verder opruimen. |                                     |                     |                                  |                               |  |
| 32 (3-03) | Mrs. Smith Goes to Washington       | Jeannot Szwarc      | Matt Byrne                       | 17 oktober 2013               |  |
| Een moeder uit het middenwesten van de VS huurt Pope & Associates in, wat leidt tot een zeer gevaarlijke situatie. Ondertussen geven Fitz en Mellie toe aan hun ware gevoelens voor elkaar. |                                     |                     |                                  |                               |  |
| 33 (3-04) | Say Hello to My Little Friend       | Oliver Bokelberg    | Mark Fish                        | 24 oktober 2013               |  |
| Pope & Associates heeft het moeilijk om klanten te vinden. Ze besluiten dan om een zaak aan te nemen van een Senator die graag foto's neemt van zijn intieme lichaamsdelen. Ondertussen creëert Mellie haar eigen schandaal: ze krijgt het aan de stok met parlementslid Josephine Marcus (Lisa Kudrow).                                                                |                                     |                     |                                  |                               |  |
| 34 (3-05) | More Cattle, Less Bull              | Randy Zisk          | Jenna Bans                       | 31 oktober 2013               |  |
| Het team doet een onderzoek naar Josie Marcus, een parlementslid van de Democratische Partij. Olivia en Mellie ontmoeten elkaar op een etentje in het Witte Huis. Ondertussen komen Jack en Huck dichter bij de waarheid over 'Operatie Remington'. |                                     |                     |                                  |                               |  |
| 35 (3-06) | Icarus                              | Julie Anne Robinson | Peter Noah                       | 7 november 2013               |  |
| Olivia moet een belangrijke beslissing nemen die een invloed kan hebben op al haar relaties in het Witte Huis. Harrisons relatie met de andere 'gladiatoren' wordt op de proef gesteld. Ondertussen bereidt het team Josie Marcus voor op haar ondervraging, terwijl Cyrus en Mellie een plan smeden tegen haar.                                                        |                                     |                     |                                  |                               |  |
| 36 (3-07) | Everything's Coming Up Mellie       | Michael Katleman    | Peter Nowalk                     | 14 november 2013              |  |
| Mellie probeert haar publieke imago op te poetsen met een openhartig interview. Huck probeert een afstand te creëren tussen hemzelf en Quinn. Cyrus probeert Sally ten val te brengen. In flashbacks komen we te weten hoe Fitz, Mellie en Cyrus een team werden. |                                     |                     |                                  |                               |  |
| 37 (3-08) | Vermont is for Lovers, Too          | Ava DuVernay        | Mark Wilding                     | 21 november 2013              |  |
| Olivia en haar team proberen de waarheid te achterhalen over wat er precies gebeurd is tijdens 'Operatie Remington', terwijl ze een crisis in de campagne van Josie Marcus moeten oplossen. Cyrus bedenkt een plan om Sally ten val te brengen, maar heeft niet door dat het plan hem zelf schade kan toebrengen. Ondertussen graaft Quinn zich dieper in de problemen. |                                     |                     |                                  |                               |  |
| 38 (3-09) | YOLO                                | Oliver Bokelberg    | Chris Van Dusen                  | 5 december 2013               |  |
| Nu het team dichter bij de waarheid komt, worden vriendschappen op hun houdbaarheid getest. Cyrus heeft ondertussen zijn eigen katjes te geselen en beseft dat hij misschien wel te ver is gegaan. |                                     |                     |                                  |                               |  |
| 39 (3-10) | A Door Marked Exit                  | Tom Verica          | Zahir McGhee                     | 12 december 2013              |  |
| Nu de waarheid over 'Operatie Remington' eindelijk naar boven komt, heeft dit repercussies voor iedereen en iedereen moet de gevolgen hiervan dragen. |                                     |                     |                                  |                               |  |
| 40 (3-11) | Ride, Sally, Ride                   | Tom Verica          | Raamla Mohamed                   | 27 februari 2014              |  |
| Sally doet een schokkende mededeling. Olivia krijgt een nieuwe uitdaging. |                                     |                     |                                  |                               |  |
| 41 (3-12) | We Do Not Touch the First Ladies    | Oliver Bokelberg    | Heather Mitchell                 | 6 maart 2014                  |  |
| Oude en jaloerse gevoelens komen naar boven op een presidentieel evenement. Quinn probeert zichzelf te bewijzen in 'B613' en Leo Bergen regelt een afspraak tussen Sally en een oude vriend. |                                     |                     |                                  |                               |  |
| 42 (3-13) | No Sun on the Horizon               | Randy Zisk          | Matt Byrne                       | 13 maart 2014                 |  |
| Fitz gaat goed voorbereid naar het eerste debat. Olivia krijgt schokkend nieuws en moet een moeilijke beslissing nemen. Ondertussen proberen haar medewerkers een CEO uit de penarie te helpen. Ondertussen zorgt een klein leugentje voor dodelijke gevolgen. |                                     |                     |                                  |                               |  |
| 43 (3-14) | Kiss Kiss Bang Bang                 | Paul McCrane        | Mark Fish                        | 20 maart 2014                 |  |
| Sally heeft een afspraak met de NRA en brengt zo het Witte Huis in een lastig parket. Huck en Olivia komen tot verrassende ontdekkingen. |                                     |                     |                                  |                               |  |
| 44 (3-15) | Mama Said Knock You Out             | Tony Goldwyn        | Zahir McGhee                     | 27 maart 2014                 |  |
| Fitz en Mellie geven een interview met hun kinderen. Adnan schakelt de hulp in van Harrison en Rowan waarschuwt Olivia: ze moet stoppen met haar onderzoek tegen B613. |                                     |                     |                                  |                               |  |
| 45 (3-16) | The Fluffer                         | Jeanott Szwarc      | Chris Van Dusen & Raamla Mohamed | 3 april 2014                  |  |
| Abby neemt wat taken over van Olivia. Het team blijft B613 onderzoeken en iemand wil de verkiezingscampagne van Gouverneur Reston saboteren. |                                     |                     |                                  |                               |  |
| 46 (3-17) | Flesh and Blood                     | Jeanott Szwarc      | Severiano Canales & Miguel Nolla | 10 april 2014                 |  |
| Een beveiligingslek zorgt voor een gespannen sfeer. Fitz' nieuwe campagne slaat niet aan en hij overweegt om Olivias goede raad in de wind te slaan. Ondertussen bedenken Adnan en Maya een nieuw plan. |                                     |                     |                                  |                               |  |
| 47 (3-18) | The Price of Free and Fair Election | Tom Verica          | Shonda Rhimes & Mark Wilding     | 17 april 2014                 |  |
| Het is verkiezingsdag en de strijd om het presidentschap is nog in volle gang: iedereen probeert nog stemmen te winnen. Olivia probeert de motieven van haar moeder te doorgronden en Charlie neemt een verrassende stap. |                                     |                     |                                  |                               |  |

## Seizoen 4 (2014-2015)
| Nr. | Titel                            | Regisseur           | Schrijver(s)                      | Uitzenddatum Verenigde Staten |  |
| --- | -------------------------------- | ------------------- | --------------------------------- | ----------------------------- |  |
| 48 (4-01) | Randy, Red, Superfreak and Julia | Tom Verica          | Shonda Rhimes                     | 25 september 2014             |  |
| Twee maanden nadat Olivia en Jake een vliegtuig namen richting de zon, is alles veranderd: Fitz heeft de verkiezingen gewonnen en mag nog vier jaar in het Witte Huis blijven. Mellie heeft het nog altijd moeilijk met het verlies van haar zoon en de gladiatoren missen Olivia. Na de vondst van Harrisons levenloze lichaam komt Olivia terug naar Washington om hem te begraven. Daar raakt ze al snel verstrikt in een nieuwe zaak op om te lossen. |                                  |                     |                                   |                               |  |
| 49 (4-02) | The State of the Union           | Allison Liddi-Brown | Heather Mitchell                  | 2 oktober 2014                |  |
| Olivia neemt een zaak waar tussen twee Amerikaanse helden, ze zijn een koppel dat veel in de publiciteit komt, maar achter gesloten deuren een hekel aan elkaar hebben. Fitz wil indruk maken tijdens zijn jaarlijkse 'State of the Union' en roept de hulp in van Cyrus. Mellie krijgt ondertussen veel aandacht van de pers, Abby spreekt haar toe waarna Mellie overgehaald is om de State of Union bij te wonen.                                      |                                  |                     |                                   |                               |  |
| 50 (4-03) | Inside the Bubble                | Randy Zisk          | Matt Byrne                        | 9 oktober 2014                |  |
| ... |                                  |                     |                                   |                               |  |
| 51 (4-04) | Like Father, Like Daughter       | Paul McCrane        | Mark Fish                         | 16 oktober 2014               |  |
| ... |                                  |                     |                                   |                               |  |
| 52 (4-05) | The Key                          | Oliver Bokelberg    | Chris Van Dusen                   | 23 oktober 2014               |  |
| ... |                                  |                     |                                   |                               |  |
| 53 (4-06) | An Innocent Man                  | Jeannot Szwarc      | Zahir McGhee                      | 30 oktober 2014               |  |
| ... |                                  |                     |                                   |                               |  |
| 54 (4-07) | Baby Made a Mess                 | Oliver Bokelberg    | Jenna Bans                        | 6 november 2014               |  |
| ... |                                  |                     |                                   |                               |  |
| 55 (4-08) | The Last Supper                  | Julie Anne Robinson | Allan Heinberg                    | 13 november 2014              |  |
| ... |                                  |                     |                                   |                               |  |
| 56 (4-09) | Where the Sun Don't Shine        | Tony Goldwyn        | Mark Wilding                      | 20 november 2014              |  |
| ... |                                  |                     |                                   |                               |  |
| 57 (4-10) | Run                              | Tom Verica          | Shonda Rhimes                     | 29 januari 2015               |  |
| ... |                                  |                     |                                   |                               |  |
| 58 (4-11) | Where's the Black Lady?          | Debbie Allen        | Raamla Mohamed                    | 5 februari 2015               |  |
| ... |                                  |                     |                                   |                               |  |
| 59 (4-12) | Gladiators Don't Run             | Randy Zisk          | Paul William Davies               | 12 februari 2015              |  |
| ... |                                  |                     |                                   |                               |  |
| 60 (4-13) | No More Blood                    | Randy Zisk          | Heather Mitchell                  | 19 februari 2015              |  |
| ... |                                  |                     |                                   |                               |  |
| 61 (4-14) | The Lawn Chair                   | Tom Verica          | Zahir McGhee                      | 5 maart 2015                  |  |
| ... |                                  |                     |                                   |                               |  |
| 62 (4-15) | The Testimony of Diego Muñoz     | Allison Liddi-Brown | Mark Fish                         | 12 maart 2015                 |  |
| ... |                                  |                     |                                   |                               |  |
| 63 (4-16) | It's Good to Be Kink             | Paul McCrane        | Matt Byrne                        | 19 maart 2015                 |  |
| ... |                                  |                     |                                   |                               |  |
| 64 (4-17) | Put a Ring on It                 | Regina King         | Chris Van Dusen                   | 26 maart 2015                 |  |
| ... |                                  |                     |                                   |                               |  |
| 65 (4-18) | Honor Thy Father                 | Jeannot Szwarc      | Severiano Canales                 | 2 april 2015                  |  |
| ... |                                  |                     |                                   |                               |  |
| 66 (4-19) | I'm Just a Bill                  | Debbie Allen        | Raamla Mohamed                    | 16 april 2015                 |  |
| ... |                                  |                     |                                   |                               |  |
| 67 (4-20) | First Lady Sings the Blues       | David Rodriguez     | Paul William Davies               | 23 april 2015                 |  |
| ... |                                  |                     |                                   |                               |  |
| 68 (4-21) | A Few Good Women                 | Oliver Bokelberg    | Severiano Canales & Jess Brownell | 7 mei 2015                    |  |
| ... |                                  |                     |                                   |                               |  |
| 69 (4-22) | You Can't Take Command           | Tom Verica          | Shonda Rhimes & Mark Wilding      | 14 mei 2015                   |  |
| ... |                                  |                     |                                   |                               |  |

## Seizoen 5 (2015-2016)
| Nr. | Titel                                   | Regisseur                        | Schrijver(s)                      | Uitzenddatum Verenigde Staten |  |
| --- | --------------------------------------- | -------------------------------- | --------------------------------- | ----------------------------- |  |
| 70 (5-01) | Heavy is the Head                       | Tom Verica                       | Shonda Rhimes                     | 24 september 2015             |  |
| Olivia en Fitz zijn weer samen en genieten van elk moment, terwijl Cyrus, Mellie en Huck nog moeten omgaan met het helpen van Command. Ondertussen verandert het bezoek van de Koningin van Caldonië en haar familie in een tragedie en wordt Olivia ingehuurd om te garanderen dat het privé-leven van de koninklijke familie privé blijft.                                        |                                         |                                  |                                   |                               |  |
| 71 (5-02) | Yes                                     | Tony Goldwyn                     | Heather Mitchell                  | 1 oktober 2015                |  |
| Het Pope & Associates team neemt een zaak aan die Olivia uit D.C. en weg van de President voert. Ondertussen in het Witte Huis is Fitz vastbesloten om de persoon te vinden die verantwoordelijk is voor de laatste gebeurtenissen en krijgt Abby, die maar geen moment rust vindt, onverwachte hulp van een meester in damage control.                                             |                                         |                                  |                                   |                               |  |
| 72 (5-03) | Paris is Burning                        | Jann Turner                      | Matt Byrne                        | 8 oktober 2015                |  |
| Olivia en Fitz worden geconfronteerd met heel grote gevolgen en Mellie gebruikt een oude vriend om zeker te krijgen wat ze wil. Ondertussen laat Abby aan Olivia zien dat ze in staat is om het werk in het Witte Huis aan te kunnen. |                                         |                                  |                                   |                               |  |
| 73 (5-04) | Dog-Whistle Politics                    | Zetna Fuentes                    | Mark Fish                         | 15 oktober 2015               |  |
| Op zoek naar antwoorden komt Jake iemand tegen die hij dacht nooit meer te zien. Huck en Quinn krijgen hulp van een oude bekende om de mediastorm rond Olivia te kalmeren. Fitz ontdekt de ware prijs van genade wanneer hij ontdekt dat niet iedereen achter zijn acties staat. |                                         |                                  |                                   |                               |  |
| 74 (5-05) | You Get Served                          | Kevin Bray                       | Zahir McGhee                      | 22 oktober 2015               |  |
| Olivia beseft dat ze de laatste mediastorm niet alleen aankan en roept de hulp in van een onverwacht iemand. Ondertussen blijven Mellie en Cyrus aan de touwtjes trekken vanaf de zijlijn en blijft Jake geplaagd door een geest uit het verleden. |                                         |                                  |                                   |                               |  |
| 75 (5-06) | Get Out of Jail, Free                   | Chandra Wilson                   | Chris Van Dusen                   | 29 oktober 2015               |  |
| Fitz en Olivia krijgen een shockerend plan voorgeschoteld dat al hun problemen kan doen verdwijnen, en Mellie krijgt het moeilijk wanneer ze geconfronteerd wordt met haar veelbewogen huwelijk. Ondertussen blijven de Gladiators Olivia vergeven en vraagt Susan Ross David om advies.                                                                                            |                                         |                                  |                                   |                               |  |
| 76 (5-07) | Even the Devil Deserves a Second Chance | Oliver Bokelberg                 | Raamla Mohamed                    | 5 november 2015               |  |
| Wanneer Fitz het Amerikaanse volk weer voor zich wil winnen, doet hij een schokkende ontdekking. Ondertussen heeft OPA een nieuwe klant, maar Olivia blijkt vooral bezig met haar eigen geheimen. Elizabeth North zet haar zinnen op een nieuw doel. |                                         |                                  |                                   |                               |  |
| 77 (5-08) | Rasputin                                | John Terlesky                    | Paul William Davies               | 12 november 2015              |  |
| Terwijl Fitz onderhandelt over een historische vredesovereenkomst, moet Olivia op haar instinct vertrouwen wanneer een gast in het Witte Huis gevoelige vertrouwelijke informatie aan het licht brengt. Jake vraagt Hucks help om dichter bij zijn doel te raken. Cyrus neemt zaken in eigen handen wanneer hij beseft dat hij niet meer tot de vertrouwenscirkel behoort.          |                                         |                                  |                                   |                               |  |
| 78 (5-09) | Baby, It's Cold Outside                 | Tom Verica                       | Mark Wilding                      | 19 november 2015              |  |
| Olivia raakt meer en meer gefrustreerd door haar rol als first lady. Mellie toont hoe sterk ze kan zijn en Jake en Huck zetten hun jacht op Rowan door. |                                         |                                  |                                   |                               |  |
| 79 (5-10) | It's Hard Out Here for a General        | Tom Verica                       | Severiano Canales                 | 11 februari 2016              |  |
| Zes maanden na de breuk in hun relatie gaan Olivia en Fitz op erg verschillende manieren om met hun vrijheid. Ondertussen behandelt OPA een zaak die kan leiden tot een ernstige nationale crisis. |                                         |                                  |                                   |                               |  |
| 80 (5-11) | The Candidate                           | Allison Liddi-Brown              | Alison Schapker                   | 18 februari 2016              |  |
| Mellie wil de hulp van Olivia inroepen, maar ze lijkt niet voorbereid op wat dit allemaal met zich meebrengt. Liz probeert Susan Ross te overtuigen om zich kandidaat te stellen voor het presidentschap. Abby en Cyrus komen lijnrecht tegenover elkaar te staan wanneer een artikel over Fitz vragen oproept.                                                                     |                                         |                                  |                                   |                               |  |
| 81 (5-12) | Wild Card                               | Allison Liddi-Brown & Tom Verica | Mark Fish                         | 25 februari 2016              |  |
| Nu Fitz bezig is met zijn persoonlijke zaken, begint Cyrus zijn meesterplan in werking te zetten. Ook Elizabeth heeft een plan en gebruikt David. Ondertussen vraagt Olivia zich af wat Jake van plan is als nieuw hoofd van de NSA. |                                         |                                  |                                   |                               |  |
| 82 (5-13) | The Fish Rots from the Head             | Sharat Raju                      | Heather Mitchell                  | 10 maart 2016                 |  |
| Olivia en haar team helpen enkele agenten van de Secret Service. Abby probeert ondertussen Fitz in controle te houden, en Jake geeft enkele van zijn geheimen prijs. |                                         |                                  |                                   |                               |  |
| 83 (5-14) | I See You                               | Paris Barclay                    | Matt Byrne                        | 17 maart 2016                 |  |
| Terwijl Olivia Jake blijft bespioneren, moeten haar Gladiators voor zichzelf opkomen. Susan en Mellie beginnen de druk te voelen nu hun campagnes gestart zijn. Abby stelt zich vragen bij Cyrus' motieven. Iedereen wordt verrast wanneer de rijke zakenman Hollis Doyle zijn kandidatuur voor het presidentschap bekendmaakt.                                                     |                                         |                                  |                                   |                               |  |
| 84 (5-15) | Pencils Down                            | Regina King                      | Chris Van Dusen                   | 24 maart 2016                 |  |
| Wanneer Mellie een ernstige fout maakt in het openbaar, moet Olivia beslissen hoe ver ze wil gaan om die recht te zetten. Ondertussen ontdekken de Gladiators waardevolle informatie over Jakes verloofde. David gaat op zoek naar advies over zijn driehoeksverhouding met Elizabeth en Susan.                                                                                     |                                         |                                  |                                   |                               |  |
| 85 (5-16) | The Miseducation of Susan Ross          | Scott Foley                      | Raamla Mohamed                    | 31 maart 2016                 |  |
| Na het eerste Republikeinse debat krijgt Olivia schadelijke informatie over een tegenstander onder ogen, en ze vraagt de Gladiators om de authenticiteit ervan na te gaan. David herpakt zich na het ineenstorten van zijn liefdesleven. Cyrus begint te werken aan zijn eigen politieke agenda.                                                                                    |                                         |                                  |                                   |                               |  |
| 86 (5-17) | Thwack!                                 | Tony Goldwyn                     | Zahir McGhee                      | 7 april 2016                  |  |
| De verkiezingsstrijd is losgebarsten. Wanneer een mogelijk lek meerdere kandidaten schade kan berokkenen, moeten ze samenwerken om hun geheimen veilig te stellen. Grenzen worden verlegd en overschreden, waardoor duidelijk wordt hoe ver iedereen wil gaan om zichzelf te beschermen.                                                                                            |                                         |                                  |                                   |                               |  |
| 87 (5-18) | Till Death Do Us Part                   | Steph Green                      | Paul William Davies               | 21 april 2016                 |  |
| Terwijl Olivia laat bezinken wat ze heeft gedaan, ontdekt ze eindelijk wat Jake en Rowan van plan zijn. Aangezien hun plannen al in werking zijn getreden, moet ze een hartverscheurende keuze maken in een laatste poging om hen tegen te houden. Flashbacks tonen meer over Jakes verleden en hoe hij betrokken raakte bij B6-13.                                                 |                                         |                                  |                                   |                               |  |
| 88 (5-19) | Buckle Up                               | Oliver Bokelberg                 | Michelle Lirtzman                 | 28 april 2016                 |  |
| Terwijl Mellie, Susan en Hollis zich voorbereiden om de gouverneur van Florida te ontmoeten om haar invloedrijke steun voor zich te winnen, dreigt een oorlog tussen Olivia en Abby hun kandidaten letterlijk aan de grond te houden. De gouverneur van Florida heeft een voorstel voor David. Cyrus wordt geconfronteerd met een beslissing die zijn hele toekomst kan veranderen. |                                         |                                  |                                   |                               |  |
| 89 (5-20) | Trump Card                              | Jann Turner                      | Severiano Canales & Jess Brownell | 5 mei 2016                    |  |
| Olivia en Abby besluiten hun geschillen aan de kant te zetten en samen te werken om Hollis te verslaan. Ondertussen beseft Edison dat hij een pact met de duivel heeft gesloten wanneer Jake en Rowan aan de touwtjes blijven trekken achter de schermen van zijn campagne. |                                         |                                  |                                   |                               |  |
| 90 (5-21) | That's My Girl                          | Tom Verica                       | Shonda Rhimes & Mark Wilding      | 12 mei 2016                   |  |
| Elke kandidaat maakt zich klaar om zijn of haar running mate aan te kondigen. Olivia belandt in een nijpende situatie. Cyrus komt belangrijke informatie te weten die het verloop van de presidentsverkiezingen ernstig kan beïnvloeden. |                                         |                                  |                                   |                               |  |

## Seizoen 6 (2017)
| Nr. | Titel                   | Regisseur                  | Schrijver(s)                            | Uitzenddatum Verenigde Staten |  |
| --- | ----------------------- | -------------------------- | --------------------------------------- | ----------------------------- |  |
| 91 (6-01) | Survival of the Fittest | Tom Verica                 | Shonda Rhimes                           | 26 januari 2017               |  |
| De uitslag van de Presidentsverkiezingen tussen Mellie Grant en Francisco Vargas wordt aangekondigd, en de verbazende resultaten leiden tot een explosieve wending.                                                                              |                         |                            |                                         |                               |  |
| 92 (6-02) | Hardball                | Allison Liddi-Brown        | Matt Byrne                              | 2 februari 2017               |  |
| Flashbacks tonen wat er gebeurde tijdens de verkiezingscampagnes en hoe ver Olivia wou gaan om te winnen. Fitz en Abby krijgen te maken met een nationale crisis. De gladiators gaan op zoek naar antwoorden.                                    |                         |                            |                                         |                               |  |
| 93 (6-03) | Fates Worse Than Death  | Scott Foley                | Mark Fish                               | 9 februari 2017               |  |
| Het lot van Cyrus wordt bezegeld tijdens de nationale crisis. Olivia en haar gladiators zetten alles op alles om de waarheid te achterhalen. |                         |                            |                                         |                               |  |
| 94 (6-04) | The Belt                | Tom Verica                 | Paul William Davies                     | 16 februari 2017              |  |
| Cyrus komt voor een grote uitdaging te staan maar blijft proberen zijn onschuld te bewijzen. Olivia en de gladiators ontdekken nieuw, schokkend bewijs over de nacht waarin Frankie neergeschoten werd.                                          |                         |                            |                                         |                               |  |
| 95 (6-05) | They All Bow Down       | Millicent Shelton          | Zahir McGhee                            | 9 maart 2017                  |  |
| De chaotische relatie van Jake en Vanessa vormt een risico voor de campagne, waardoor Olivia moet ingrijpen. Een onthulling over de samenzwering rond de moord op Francisco Vargas verandert alles.                                              |                         |                            |                                         |                               |  |
| 96 (6-06) | Extinction              | Tony Goldwyn               | Chris Van Dusen                         | 16 maart 2017                 |  |
| Rowan wordt verrast door iemand uit zijn verleden, en Olivia moet een beslissende keuze maken voor de campagne. Flashbacks tonen wat er exact gebeurde tijdens de nacht van de moord op Francisco Vargas.                                        |                         |                            |                                         |                               |  |
| 97 (6-07) | A Traitor Among Us      | Tom Verica                 | Alison Schapker                         | 23 maart 2017                 |  |
| Wanneer ze nieuwe informatie over de moord op Frankie Vargas ontdekt, maakt Olivia een schokkend besluit en vraagt ze Huck om een zeer moeilijk taak uit te voeren.                                                                              |                         |                            |                                         |                               |  |
| 98 (6-08) | A Stomach for Blood     | Oliver Bokelberg           | Severiano Canales                       | 30 maart 2017                 |  |
| De gebeurtenissen in aanloop naar de verkiezingsnacht worden verteld van Abby's perspectief, waardoor haar machtshonger en een explosief geheim aan het licht komen.                                                                             |                         |                            |                                         |                               |  |
| 99 (6-09) | Dead in the Water       | Nicole Rubio               | Michelle Lirtzman                       | 6 april 2017                  |  |
| Het wordt een race tegen de tijd voor Olivia en haar team wanneer het onderzoek naar de samenzwering iemand uit hun team in ernstig gevaar brengt.                                                                                               |                         |                            |                                         |                               |  |
| 100 (6-10) | The Decision            | Sharat Raju                | Johanna Lee                             | 13 april 2017                 |  |
| Nu de waarheid achter de moord op Frankie eindelijk aan het licht is gekomen, vraagt Olivia zich af hoe verschillend haar leven - en het land - zou zijn als zij, Mellie en Cyrus Fitz' verkiezing niet vervalst hadden.                         |                         |                            |                                         |                               |  |
| 101 (6-11) | Trojan Horse            | Jann Turner                | Jess Brownell & Nicholas Nardini        | 20 april 2017                 |  |
| Olivia en haar team doen er alles aan om Peus neer te halen. Nu de stemming van het Kiescollege nadert, claimt de strijd om de macht nog een slachtoffer.                                                                                        |                         |                            |                                         |                               |  |
| 102 (6-12) | Mercy                   | Nzingha Stewart            | Severiano Canales & Ameni Rozsa         | 27 april 2017                 |  |
| Net wanneer de ijzeren greep van Peus onontkomelijk lijkt voor Olivia en iedereen om wie ze geeft, zet een dreiging voor het Witte Huis alles op zijn kop.                                                                                       |                         |                            |                                         |                               |  |
| 103 (6-13) | The Box                 | Steph Green                | Raamla Mohamed & Austin Guzman          | 4 mei 2017                    |  |
| Met de toekomst van het land op het spel, komen Olivia en Fitz tegenover Rowan te staan. Jake gebruikt verrassende tactieken om de Mystery Woman te manipuleren.                                                                                 |                         |                            |                                         |                               |  |
| 104 (6-14) | Head Games              | Zetna Fuentes              | Chris Van Dusen & Juan Carlos Fernandez | 11 mei 2017                   |  |
| Nu het einde van zijn presidentschap nadert, denkt Fitz na over zijn nalatenschap. De Gladiators vragen zich af wat de toekomst zal brengen voor OPA. Jake ontdekt eindelijk de motivatie achter het terreurbewind van Peus en de Mystery Woman. |                         |                            |                                         |                               |  |
| 105 (6-15) | Tick, Tock              | Salli Richardson-Whitfield | Zahir McGhee & Michelle Lirtzman        | 18 mei 2017                   |  |
| Olivia neemt een groot risico om Mellies veiligheid te garanderen wanneer de Inauguratie van de eerste vrouwelijke President van de V.S. nadert.                                                                                                 |                         |                            |                                         |                               |  |
| 106 (6-16) | Transfer of Power       | Tony Goldwyn               | Matt Byrne & Mark Fish                  | 18 mei 2017                   |  |
| In zijn laatste dagen als President gebruikt Fitz zijn macht om enkele onverwachte veranderingen door te voeren. |                         |                            |                                         |                               |  |

## Seizoen 7 (2017-2018)
| Nr. | Titel                          | Regisseur           | Schrijver(s)                                    | Uitzenddatum Verenigde Staten |  |
| --- | ------------------------------ | ------------------- | ----------------------------------------------- | ----------------------------- |  |
| (7-01) | Watch Me                       | Jann Turner         | Shonda Rhimes                                   | 5 oktober 2017                |  |
| 100 dagen na de start van Mellies presidentschap bewijst Olivia dat ze de wereld kan runnen, maar ze moet een lastige beslissing maken om een internationaal incident te vermijden. Quinn Perkins & Associates heeft het moeilijk om een eerste client te vinden.                                                                                              |                                |                     |                                                 |                               |  |
| (7-02) | Pressing the Flesh             | Tony Goldwyn        | Matt Byrne                                      | 12 oktober 2017               |  |
| President Mellie Grant organiseert een staatsdiner met president Rashad van Bashran als eerste stap in de richting van vrede in het Midden-Oosten. Olivia draagt Jake op om een back-upplan klaar te hebben indien Mellies charmes onvoldoende blijken te zijn. Het team van Quinn Perkins & Associates woont het diner bij om belangrijke cliënten te vinden. |                                |                     |                                                 |                               |  |
| (7-03) | Day 101                        | Scott Foley         | Zahir McGhee                                    | 19 oktober 2017               |  |
| Tijdens de eerste 100 dagen van Mellies presidentschap blijft Fitz uit de spotlights in Vermont, waar hij zich voor het eerste sinds jaren terug een normale burger kan voelen. Marcus vergezelt de voormalige president om belangrijk werk omtrent de Fitzgerald Grant III Presidential Library te starten.                                                   |                                |                     |                                                 |                               |  |
| (7-04) | Lost Girls                     | Nicole Rubio        | Ameni Rozsa & Austin Guzman                     | 26 oktober 2017               |  |
| Terwijl Olivia de macht over de vrije wereld blijft behouden, werkt het team van QPA aan een onverwachte en belangrijke zaak. Mellie bereidt zich voor op een nucleaire top met president Rashad en zijn eerste minister Nazir. |                                |                     |                                                 |                               |  |
| (7-05) | Adventures in Babysitting      | Oliver Bokelberg    | Severiano Canales & Tia Napolitano              | 2 november 2017               |  |
| Olivia en Mellie oefenen hun macht uit zoals nooit tevoren. Ondertussen probeert Cyrus goedkeuring van het Congress te krijgen om de oorlog aan Bashran te verklaren terwijl QPA op Rashads nicht past. |                                |                     |                                                 |                               |  |
| (7-06) | Vampires and Bloodsuckers      | Jann Turner         | Chris Van Dusen & Tia Napolitano                | 9 november 2017               |  |
| De Gladiators komen samen om de grote dag van Charlie en Quinn te vieren, maar hun plannen vallen in het water wanneer Quinn spoorloos verdwijnt. In het Witte Huis ontmoet Mellie een ambassadeur van Bashran na de moord op president Rashad. |                                |                     |                                                 |                               |  |
| (7-07) | Something Borrowed             | Sharat Raju         | Mark Fish                                       | 16 november 2017              |  |
| ... |                                |                     |                                                 |                               |  |
| (7-08) | Robin                          | Daryn Okada         | Juan Carlos Fernandez                           | 18 januari 2018               |  |
| ... |                                |                     |                                                 |                               |  |
| (7-09) | Good People                    | Nzingha Stewart     | Shonda Rhimes, Jess Brownell & Nicholas Nardini | 25 januari 2018               |  |
| ... |                                |                     |                                                 |                               |  |
| (7-10) | The People v. Olivia Pope      | Kerry Washington    | Ameni Rozsa                                     | 1 februari 2018               |  |
| ... |                                |                     |                                                 |                               |  |
| (7-11) | Army of One                    | Allison Liddi-Brown | Austin Guzman                                   | 8 februari 2018               |  |
| ... |                                |                     |                                                 |                               |  |
| (7-12) | Allow Me to Reintroduce Myself | Tony Goldwyn        | Raamla Mohamed                                  | 1 maart 2018                  |  |
| ... |                                |                     |                                                 |                               |  |
| (7-13) | Air Force Two                  | Valerie Weiss       | Severiano Canales                               | 8 maart 2018                  |  |
| ... |                                |                     |                                                 |                               |  |
| (7-14) | The List                       | Greg Evans          | Jess Brownell & Juan Carlos Fernandez           | 15 maart 2018                 |  |
| ... |                                |                     |                                                 |                               |  |
| (7-15) | The Noise                      | Darby Stanchfield   | Raamla Mohamed & Jeremy Gordon                  | 29 maart 2018                 |  |
| ... |                                |                     |                                                 |                               |  |
| (7-16) | People Like Me                 | Joe Morton          | Chris Van Dusen                                 | 5 april 2018                  |  |
| ... |                                |                     |                                                 |                               |  |
| (7-17) | Standing in the Sun            | Jann Turner         | Mark Fish & Matt Byrne                          | 12 april 2018                 |  |
| ... |                                |                     |                                                 |                               |  |
| (7-18) | Over a Cliff                   | Tom Verica          | Shonda Rhimes                                   | 19 april 2018                 |  |
| ... |                                |                     |                                                 |                               |  |